# Ordre de bataille lors de la bataille d'Arcole
Lors de la bataille du pont d'Arcole, du 15 au 17 novembre 1796, l'armée française d'Italie commandée par le général Napoléon Bonaparte remporte la victoire sur les forces autrichiennes dirigées par le général Josef Alvinczy. Alors que les Autrichiens tentent pour la troisième fois de lever le siège de Mantoue, Alvinczy repousse une première fois Bonaparte à Bassano le 6 novembre, puis une seconde fois à Caldiero le 12. Le corps du Tyrol aux ordres de Davidovitch progresse de son côté face à la division française du général Vaubois qui est battu les 6 et 7 novembre à Calliano et le 17 à Rivoli. Toutefois, la victoire de Bonaparte à Arcole change la donne et oblige Davidovitch, vaincu à son tour à Rivoli le 21 novembre, à se réfugier dans les montagnes du nord.

## Ordre de bataille français

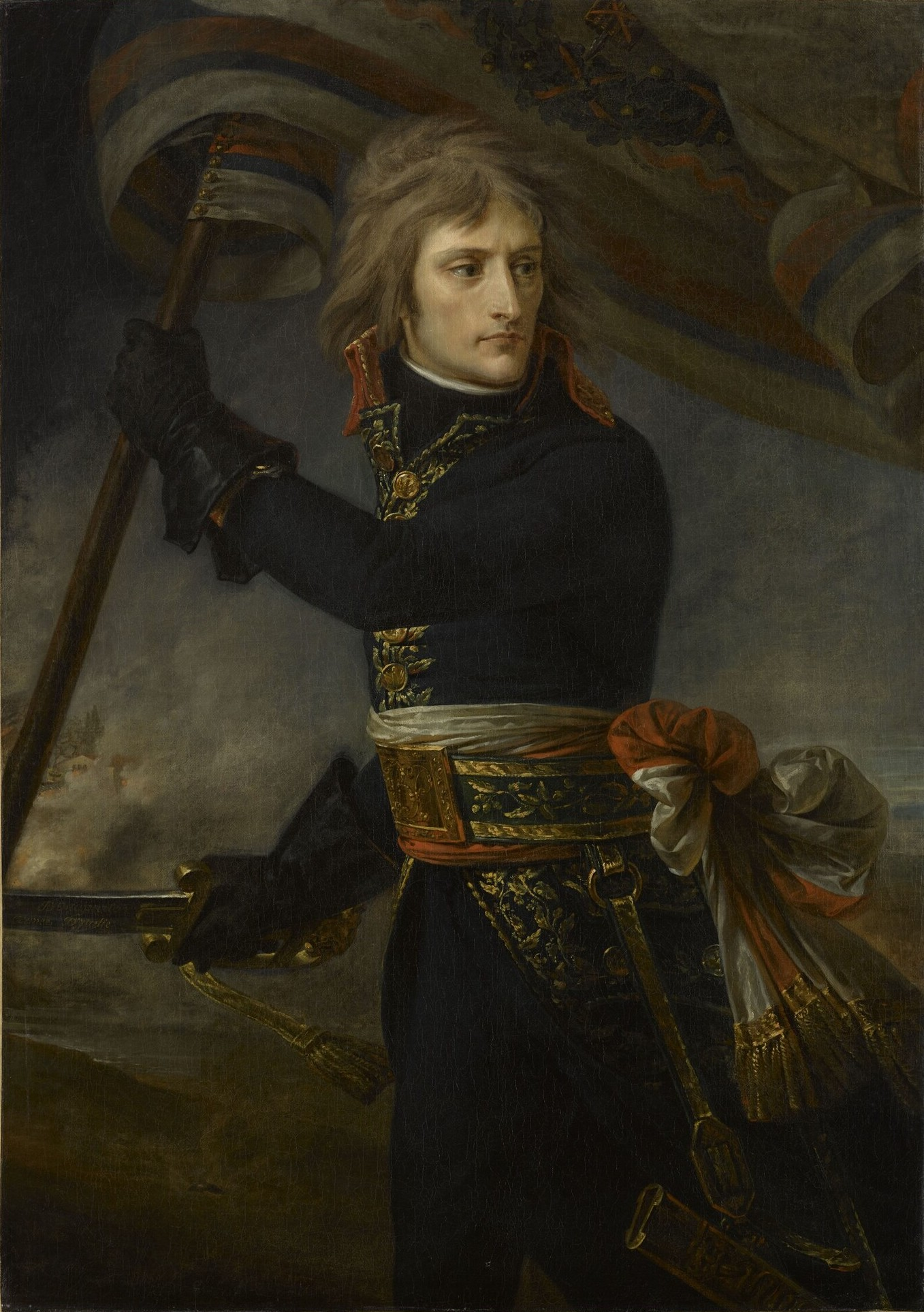
Napoléon Bonaparte au pont d'Arcole, par Antoine-Jean Gros.

Armée d'Italie : général de division Napoléon Bonaparte, commandant en chef — 41 560 hommes
- Division : général de division André Masséna — 9 540 hommes incluant 2 régiments de cavalerie
  - Brigade Philippe Romain Ménard
  - Brigade Antoine-Guillaume Rampon
  - Brigade Honoré Vial
  - Brigade Jean Joseph Magdeleine Pijon
  - Brigade Charles Victoire Emmanuel Leclerc
- Division : général de division Pierre Augereau — 8 340 hommes incluant 1 régiment de cavalerie
  - Brigade Jean Antoine Verdier
  - Brigade Louis André Bon
  - Brigade Jean Lannes
- Division : général de division Claude-Henri Belgrand de Vaubois — 10 500 hommes
  - Brigade Jean Joseph Guieu
  - Brigade Pascal Antoine Fiorella
  - Brigade Gaspard Amédée Gardanne
- Division : général de division Charles Édouard Jennings de Kilmaine — 8 830 hommes incluant 1 régiment de cavalerie
  - Brigade Louis François Jean Chabot
  - Brigade Claude Dallemagne
  - Brigade Thomas Chegaray de Sandos
  - Brigade Claude Marie Lebley
  - Brigade Nicolas Bertin
- Division : général de division François Macquard
- Réserve de cavalerie : général de division Thomas Alexandre Dumas — 1 600 hommes, 6 régiments

## Ordre de bataille autrichien

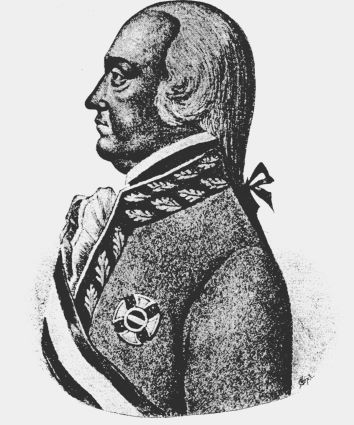
Le Feldzeugmeister Josef Alvinczy, commandant en chef l'armée autrichienne.

- Armée autrichienne : Feldzeugmeister Josef Alvinczy von Borberek, commandant en chef — 51 000 hommes environ, sans compter Wurmser
  - Corps du Frioul : Feldmarschall-Leutnant Peter Quasdanovich — 28 699 hommes[2],[3]
    - Avant-garde et réserve :
      - Avant-garde : général-major Frédéric François Xavier de Hohenzollern-Hechingen — 4 397 hommes
      - Brigade de réserve : général-major Philipp Pittoni von Dannenfeld — 4 376 hommes

    - Corps principal, 1re ligne : Feldmarschall-Leutnant Giovanni Provera — 9 380 hommes
      - Brigade : général-major Gerhard Rosselmini
      - Brigade : général-major Anton Lipthay de Kisfalud

    - Corps principal, 2e ligne : Feldmarschall-Leutnant Giovanni Provera — 8 279 hommes
      - Brigade : général-major Anton Schübirz von Chobinin
      - Brigade : général-major Adolf Brabeck

    - Brigade indépendante : général-major Anton Ferdinand Mittrowsky — 3 000 hommes environ[4]

  - Corps du Tyrol : Feldmarschall-Leutnant Paul Davidovitch — 19 476 hommes[5]
    - 1re brigade : général-major Johann Ludwig Alexius von Loudon — 4 277 hommes
    - 2e brigade : général-major Joseph Ocskay von Ocsko — 4 663 hommes
    - 3e brigade : général-major Johann Sporck — 2 560 hommes
    - 4e et 5e brigades : général-major Josef Philipp Vukassovich — 6 880 hommes
    - 6e brigade : Oberstleutnant Seulen — 1 096 hommes
- Garnison de Mantoue : feld-maréchal Dagobert Sigmund von Wurmser — 23 708 hommes dont seulement 12 240 en état de servir[6],[7]